# Rini Biemans
Rini Biemans (Prinsenbeek, 1960) is een Nederlandse arts, kunstenaar en cultureel en sociaal ondernemer in Rotterdam.

## Levensloop
Biemans is geboren en getogen in Prinsenbeek. Na de Katholieke Scholengemeenschap in Etten-Leur, studeerde hij voor arts aan de Erasmus Universiteit Rotterdam. Na afronding van deze opleiding in 1986 en korte tijd in de praktijk, vestigde hij zich na 'filosofische omzwervingen' in 1991 als kunstenaar.
Naast schilderen en het organiseren van exposities maakte hij documentaires voor de regionale omroep en schreef teksten. Zo schreef hij in Zone 5300 in de jaren negentig columns met interviews van tekenaars uit de eigen stal. Biemans is hierna vooral bekend geworden door zijn vele ludieke culturele, sociale en maatschappelijke experimenten in de stad. Een van zijn eerste grotere acties was de opzet van de De Rotterdamse kunstdagen in 1998 en 1999. Zijn inzet hierbij was om de kunst uit de galeries en musea te halen en onder de mensen te brengen.
Eind jaren negentig ging Biemans van start met het mediaplatform Antenne Rotterdam, waarmee hij in de regio langere tijd praktisch "dagelijkse televisie [maakt] over van alles en nog wat." Daarnaast maakte hij in die tijd programma's voor TV Rijnmond, tegenwoordig RTV Rijnmond. Onder de vlag van Biemans Concern initieerde en organiseerde hij in samenwerking met Jasper Scholte van JMR Produkties het eerste Camping Rotterdam festival in 2003.
Vanuit de culturele hoek verschoven zijn activiteiten naar het sociale maatschappelijke ondernemen. Met Karin Keijzer startte Biemans in 2002 Creatief Beheer, een adviesbureau voor wijkontwikkeling en beheer van buitenruimte./ Het ging van start met de belofte van "een meer ambitieuze aanpak van verloederde en vergeten openbare zones door kunstenaars." In dit kader zette Biemans in 2016 zich in voor het behoud van een gemeenschapstuin in Rotterdam. In 2017-18 presenteerde Biemans een plan om ratten te vangen met terriërs om het rattenprobleem in de stad op te lossen, het Rattenparadijs genoemd.

## Werken

### Exposities en manifestaties, een selectie
- 1998. De Rotterdamse kunstdagen 1998, Rotterdam, opgezet met Eugène Büskens.[5]
- 1999. De Rotterdamse kunstdagen 1999, Rotterdam.[13]
- 2001. Dienst voor ongelovigen. Rotterdam.[3]
- 2002. Galerie T, Middelburg.[14]
- 2006. Deventer, Kunstenlab, Laboratoriumplein 1 Rotterdam, verder met werk van o.a. Ralph Kämena, Hieke Pars en Minke Themans.[15]
- 2006. High tea and talk. Rotterdam: Centrum Beeldende Kunst.[16]

### Publicaties, een selectie
- Rini Biemans, "De stad vanuit mensen gedacht: Samenwerking tussen opvoeders en stedenbouwkundigen," TOPOS, nr. 02, 2009. p. 24-26.
- Rini Biemans, "Stadsgeneeskunde: Aan de slag met een nieuw Mens- en Wereldbeeld," robscholtemuseum.nl, 10 augustus 2018.